# Yahya Ould Ahmed El Waghef

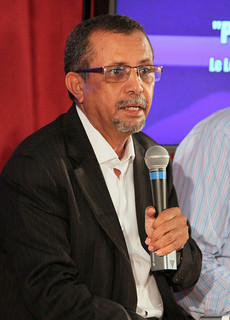
Yahya Ould Ahmed El Waghef

Yahya Ould Ahmed El Waghef (* 1960 in Moudjéria; Alternativschreibung El Waghf oder El-Ouakef; arabisch يحيى ولد أحمد الواقف, DMG Yaḥyā walad Aḥmad al-Wāqif) ist ein mauretanischer Politiker (ADIL). Er war vom 6. Mai 2008 bis zu seiner Absetzung durch einen Putsch am 6. August 2008 drei Monate lang Premierminister von Mauretanien.

## Leben und Karriere
El Waghef wurde 1960 in Moudjéria in der Region Tagant geboren. Seine Ausbildung absolvierte er in Mauretanien und Marokko. 1986 wurde er Professor an der Fakultät für Rechts- und Wirtschaftswissenschaften der Universität Nouakchott. 1987–1989 war er beim Kommissariat für Ernährungssicherheit verantwortlich für Statistik und Programmierung, 1989–1999 war er Chargé de Programme beim Büro des Welternährungsprogramms. Vom Januar bis August 2003 war er Generaldirektor der Mauretanischen Gasgesellschaft SOMAGAZ, von September 2003 bis April 2004 Direktor des Banc-d'Arguin-Nationalparks. Vom Oktober 2004 bis April 2005 war er Generalsekretär des Ministeriums für Hydraulik und Energie, daraufhin bis September 2006 Generaldirektor von Air Mauritanie. Ab Februar 2007 war er Berater des Finanzministers.
Er ist seit dem 5. Januar 2008 Präsident der ADIL und seit dem 6. Mai 2008 Premierminister Mauretaniens und damit Nachfolger des am gleichen Tag zurückgetretenen Zeine Ould Zeidane.
Am 6. August 2008 wurde El Waghef, ebenso wie Präsident Sidi Mohamed Ould Cheikh Abdallahi, im Rahmen eines von General Mohamed Ould Abdel Aziz angeführten Militärputsches abgesetzt und verhaftet. Nach Verhandlungen zwischen Militärjunta und Opposition wurden die gegen ihn wegen Korruption erhobenen Anklagen fallengelassen und am 4. Juni 2009 wurde er wieder auf freien Fuß gesetzt.